# Кубок Федерации по хоккею с шайбой
Кубок Федерации — хоккейный турнир для европейских клубных команд, проводимый Международной Хоккейной Федерацией в 1994—1996 годах. Для европейских клубных команд являлся вторым по значимости турниром после Кубка Европы.
В первом кубке в 1994/1995 годах участвовали 13 команд из 12 разных стран.
С сезона 1997/1998 вместо Кубка Федерации проводится Континентальный кубок по хоккею с шайбой.

## Сезон 1994/1995
Полуфинальные турниры
Группа А (Освенцим, Польша)

Салават Юлаев (Уфа, Россия) — Медвешчак (Загреб, Хорватия) — 21:1

Уния (Освенцим, Польша) — Альба Волан (Секешфехервар, Венгрия) — 3:2

Матч за 1-2 места: Салават Юлаев — Уния — 10:2

Матч за 3-4 места: Альба Волан — Медвешчак — 13:2

Группа B (Попрад, Словакия)

ХК Пардубице (Чехия) — Политехник (Киев, Украина) — 12:2

Попрад (Словакия) — Меркуря-Чук (Румыния) — 20:1

Матч за 1-2 места: ХК Пардубице — Попрад — 5:4

Матч за 3-4 места: Политехник — Меркуря-Чук — 6:5

 Группа C (Белград, Югославия)

Булат (Темиртау, Казахстан) — Левски (София, Болгария) — 12:1

Партизан (Белград, Югославия) — Войводина (Югославия) — 5:1

Матч за 1-2 места: Партизан — Булат — 4:2

Матч за 3-4 места: Левски — Войводина — 4:2

Финальный турнир. Любляна (Словения). 28-29 декабря 1995

ХК Пардубице — Партизан — 6:1

Салават Юлаев — Олимпия — 7:1

Финал: Салават Юлаев — ХК Пардубице — 4:1

Матч за 3-4 место : Олимпия — Партизан — 12:0

## Все победители Кубка Федерации
| Сезон   | Победитель          | Счёт | Финалист                 | Место встречи     |
| ------- | ------------------- | ---- | ------------------------ | ----------------- |
| 1994/95 | Салават Юлаев (Уфа) | 4:1  | ХК Пардубице             | Любляна, Словения |
| 1995/96 | Варезе              | 4:3  | «Металлург» Магнитогорск | Тренчин, Словакия |